# Великосільський район
Великосільський район (рос. Большесельский район) — адміністративна одиниця Ярославської області Російської Федерації.
Адміністративний центр — Велике Село.

## Демографія
Динаміка чисельності населення району, тис. осіб:
| 1989 | 1991 | 2004 | 2005 | 2008 | 2009 | 2010 |
| ---- | ---- | ---- | ---- | ---- | ---- | ---- |
| 13,1 | 12,9 | 10,4 | 10,2 | 9,7  | 9,5  | 9,4  |

## Адміністративний поділ
До складу району входять 3 сільських поселення:
1. Благовіщенське сільське поселення (д. Борисовське)
  - Благовещенський сільський округ
  - Чудіновський сільський округ
2. Великосільське сільське поселення (с. Велике Село)
  - Великосільський сільський округ
  - Високовський сільський округ
  - Марковський сільський округ
  - Новосільський сільський округ (с. Нове)
3. Вареговське сільське поселення (с. Варегово)
  - Вареговський сільський округ